# Olivia Giaccio
Olivia Giaccio (Mount Kisco, 15 agosto 2000) è una sciatrice freestyle statunitense, specializzata nelle gobbe e nelle gobbe in parallelo.

## Biografia
Originaria di Mount Kisco e attiva in gare FIS dal dicembre 2014, Olivia Giaccio ha debuttato in Coppa del Mondo il 4 febbraio 2016, giungendo 16ª nelle gobbe a Deer Valley. Il 19 febbraio 2017 ha ottenuto il suo primo podio nel massimo circuito, classificandosi al 3⁰ posto nelle gobbe in parallelo a Tazawako, nella gara vinta dalla sua connazionale Jaelin Kauf. Il 4 dicembre 2021 ha ottenuto la sua prima vittoria, imponendosi nelle gobbe a Ruka.

## Palmarès

### Mondiali juniores
- 2 medaglie:
  - 1 oro (gobbe in parallelo a Chiesa in Valmalenco 2017)
  - 1 bronzo (gobbe a Chiesa in Valmalenco 2017)

### Coppa del Mondo
- Miglior piazzamento nella Coppa del Mondo generale di gobbe: 3ª nel 2024
- 18 podi:
  - 3 vittorie
  - 1 secondo posto
  - 14 terzi posti

#### Coppa del Mondo - vittorie
| Data             | Luogo       | Paese       | Disciplina |
| ---------------- | ----------- | ----------- | ---------- |
| 4 dicembre 2021  | Ruka        | Finlandia   | MO         |
| 1º febbraio 2024 | Deer Valley | Stati Uniti | MO         |
| 20 dicembre 2024 | Bakuriani   | Stati Uniti | MO         |

Legenda:

MO = Gobbe